# ダンススマートリー
ダンススマートリー (Dance Smartly) はカナダの競走馬である。母クラッシーンスマートはカナダの2歳牝馬チャンピオン、父方の祖父はカナダの歴史的名馬ノーザンダンサーである。牝馬ながらカナダ三冠馬になり、カナダ生産馬として初めてブリーダーズカップに優勝した。
半弟にフィリップHアイズリンハンデキャップ（アメリカG1）優勝馬で種牡馬としても活躍したスマートストライクなどがいる。

## 戦績
2歳時はナタルマステークスに優勝した他、遠征先のアメリカ合衆国でブリーダーズカップ・ジュヴェナイルフィリーズで3着に入着。
翌3歳時は8戦して無敗を通し、シリーンステークスに勝利するとクイーンズプレート、プリンスオブウェールズステークス、ブリーダーズステークスの3競走に優勝し、牝馬として2頭目のカナダ三冠馬となった。また、カナディアンオークスにも優勝している。年末には二度目のブリーダーズカップ遠征で、並み居る強豪を打ち破りブリーダーズカップ・ディスタフに優勝、カナダ生産馬として初めての勝利になった。
翌年もう4戦し、引退している。
- 1991年 - エクリプス賞3歳牝馬チャンピオン（米最優秀3歳牝馬）、ソヴリン賞年度代表馬に選出。
- 1995年 - カナダ競馬殿堂入り。
- 2003年 - アメリカ競馬殿堂入り。

### 年度別成績
- 1990年（2歳）5戦3勝
  - 1着 - ナタルマステークス
  - 3着 - ブリーダーズカップ・ジュヴェナイルフィリーズ
- 1991年（3歳）8戦8勝
  - 1着 - ブリーダーズカップ・ディスタフ、クイーンズプレート、プリンスオブウェールズステークス、ブリーダーズステークス、カナディアンオークス、シリーンステークス、スターシュートステークス
- 1992年（4歳）4戦1勝
  - 1着 - カナディアンマチュリティステークス
  - 2着 - キングエドワードゴールドカップ
  - 3着 - ビヴァリーD.ステークス

## 繁殖成績
ダンススマートリーは繁殖牝馬としても、日本に輸入されたスキャターザゴールド等の産駒を輩出している。また、スキャターザゴールドとはクイーンズプレートとプリンスオブウェールズステークス、ダンススルーザドーンとはクイーンズプレートとカナディアンオークスを共に母仔制覇する珍しい記録を達成している。2007年8月死亡。
- ダンスブライトリー（1995年） - コロネーションフューチュリティ2着
- スキャターザゴールド（1997年） - クイーンズプレート、プリンスオブウェールズステークス
- ダンススルーザドーン（1998年） - クイーンズプレート、カナディアンオークス、ゴーフォーワンドハンデキャップ

## 血統表
| ダンススマートリーの血統ダンジグ系（ノーザンダンサー系） / Olympia5×5=6.25% | ダンススマートリーの血統ダンジグ系（ノーザンダンサー系） / Olympia5×5=6.25% | ダンススマートリーの血統ダンジグ系（ノーザンダンサー系） / Olympia5×5=6.25% | （血統表の出典）     | （血統表の出典） |
| 父 Danzig 1977 鹿毛                                                         | 父の父Northern Dancer 1961 鹿毛                                             | Nearctic                                                                    | Nearco               | Nearco           |
| 父 Danzig 1977 鹿毛                                                         | 父の父Northern Dancer 1961 鹿毛                                             | Nearctic                                                                    | Lady Angela          |                  |
| 父 Danzig 1977 鹿毛                                                         | 父の父Northern Dancer 1961 鹿毛                                             | Natalma                                                                     | Native Dancer        | Native Dancer    |
| 父 Danzig 1977 鹿毛                                                         | 父の父Northern Dancer 1961 鹿毛                                             | Natalma                                                                     | Almahmoud            |                  |
| 父 Danzig 1977 鹿毛                                                         | 父の母Pas de Nom 1968 黒鹿毛                                                | Admiral's Voyage                                                            | Crafty Admiral       | Crafty Admiral   |
| 父 Danzig 1977 鹿毛                                                         | 父の母Pas de Nom 1968 黒鹿毛                                                | Admiral's Voyage                                                            | Olympia Lou          |                  |
| 父 Danzig 1977 鹿毛                                                         | 父の母Pas de Nom 1968 黒鹿毛                                                | Petitioner                                                                  | Petition             | Petition         |
| 父 Danzig 1977 鹿毛                                                         | 父の母Pas de Nom 1968 黒鹿毛                                                | Petitioner                                                                  | Steady Aim           |                  |
| 母 Classy 'n Smart 1981 鹿毛                                                | 母の父Smarten 1976 黒鹿毛                                                   | Cyane                                                                       | Turn-to              | Turn-to          |
| 母 Classy 'n Smart 1981 鹿毛                                                | 母の父Smarten 1976 黒鹿毛                                                   | Cyane                                                                       | Your Game            |                  |
| 母 Classy 'n Smart 1981 鹿毛                                                | 母の父Smarten 1976 黒鹿毛                                                   | Smartaire                                                                   | Quibu                | Quibu            |
| 母 Classy 'n Smart 1981 鹿毛                                                | 母の父Smarten 1976 黒鹿毛                                                   | Smartaire                                                                   | Art Teacher          |                  |
| 母 Classy 'n Smart 1981 鹿毛                                                | 母の母No Class 1974 鹿毛                                                    | Nodouble                                                                    | Noholme              | Noholme          |
| 母 Classy 'n Smart 1981 鹿毛                                                | 母の母No Class 1974 鹿毛                                                    | Nodouble                                                                    | Abla-Jay             |                  |
| 母 Classy 'n Smart 1981 鹿毛                                                | 母の母No Class 1974 鹿毛                                                    | Classy Quillo                                                               | Outing Class         | Outing Class     |
| 母 Classy 'n Smart 1981 鹿毛                                                | 母の母No Class 1974 鹿毛                                                    | Classy Quillo                                                               | Quillopoly F-No.23-b |                  |